# Rebeca Gyumi
Rebeca Z. Gyumi (Dodoma, 3 de desembre de 1986) és fundadora i directora executiva de Msichana Initiative, una ONG de Tanzània que té com a objectiu empoderar les nenes a través de l'educació i abordar els reptes que limiten el dret a l'educació de la nena. Ha treballat durant més de vuit anys amb Femina, una organització centrada en la joventut, com a personalitat televisiva i defensora de la joventut.

## Biografia
Va néixer a Dodoma (Tanzània). Va estudiar a l'escola primària Mazengo a Dodoma. Va obtenir els seus estudis secundaris a Kikuyu Day Secondary de Dodoma i més tard va anar a l'institut Kilakala de Morogoro per cursar el batxillerat. Després va anar a la Universitat de Dar es Salaam on es va llicenciar en Dret.

## Trajectòria
Rebeca Gyumi és fundadora i directora executiva de Msichana Initiative i ha treballat durant més de vuit anys amb Femina com a personalitat televisiva i defensora de la joventut. Advocada de professió, Rebeca va perseguir i guanyar un cas rellevant sobre matrimonis infantils, a través de la petició que va presentar al Tribunal Suprem de Tanzània per desafiar la Llei matrimonial de Tanzània de 1971 que permetia casar-se a nenes de fins a 14 anys. La decisió va elevar l'edat mínima del matrimoni a 18 anys tant per a nois com per a noies.
Gyumi té experiència treballant en la promoció dels joves; ha estat capdavantera defensant diversos problemes de joventut a través de les organitzacions en què ha estat membre i a través de les seves iniciatives individuals com a voluntària i ambaixadora.
Ha viatjat a diferents parts de Tanzània animant a joves a debatre sobre les seves qüestions urgents des del compromís cívic, la salut i els drets sexuals i reproductius i l'empoderament econòmic. També ha presentat i col·laborat en diferents fòrums nacionals i internacionals, centrats en joves i noies.
Ha guanyat confiança entre molts joves de Tanzània, cosa que la va portar a convertir-se en presidenta, moderadora i membre de la junta de diverses iniciatives juvenils. Rebeca va ser vicepresidenta de la Tanzania U.S. State Alumni Association, ambaixadora legal de Trek4Mandela i forma part del consell d'administració del projecte SNV-Netherlands. Va presidir i moderar el Fòrum Nacional de la Constitució Juvenil el juliol de 2013. El Fòrum va reunir joves de la Tanzània continental i de Zanzíbar per debatre, avaluar i validar el projecte de Constitució i presentar recomanacions per difondre-les a la comissió de reformes.
Va presidir el Consorci Nacional de les OSC de la Joventut en la defensa de la promulgació del Consell Nacional de la Joventut, cosa que va conduir a la inclusió del Consell Nacional de la Joventut en la proposta de Constitució i l'aprovació del projecte de llei pel Parlament de la República Unida de Tanzània. El 2015 va liderar una campanya electoral per a les noies a les eleccions generals de Tanzània, per assegurar-se que l'agenda de joves i noies en particular es tingués en compte, que els polítics assumissin els seus manifestos i que les noies en particular anessin encoratjades i empoderades a participar en el procés electoral. Això implicava treballar amb la Global Peace Foundation a Tanzània i defensar la participació pacífica durant els processos electorals. El gener de 2017 va participar i va contribuir a la 28a Cimera de la Unió Africana amb el focus en la joventut: «Aprofitar el dividend demogràfic per inversions en joventut». Va presentar un debat a la reunió global Aflatoun de Nairobi sobre innovació tecnològica i sobre com utilitzar les xarxes socials per integrar l'educació social i financera. El debat es va centrar en com dissenyar la iniciativa juvenil amb un enfocament en l'avenç tecnològic i l'ús de les xarxes socials i noves.
El novembre de 2013 va ser seleccionada per l'ambaixada dels Estats Units a Tanzània, sota el Departament d'Estat dels Estats Units, per assistir al Programa de Lideratge de Visitants Internacionals (IVLP) per a joves amb potencial de lideratge. Va guanyar el premi inaugural Alumni IVLP 2017 a la innovació i al canvi social per la seva important victòria al Tribunal Suprem.
És coneguda pel seu compromís en la promoció dels drets i la participació de les dones joves a nivell nacional, regional i internacional. El 2012 va ser ambaixadora i coordinadora de la campanya governamental nacional a través de l'Autoritat Educativa de Tanzània. La campanya tenia com a objectiu recaptar fons per a la construcció d'albergs de noies a vuit regions de Tanzània i rescatar noies que havien de caminar llargues distància fins a l'escola o que havien abandonat els estudis.
L'octubre de 2016 va ser convidada a ser la principal ponent de la commemoració mundial d'UNICEF del Dia Internacional de la Nena a Nova York, i va ser guardonada amb el Premi al Canvi Social en reconeixement de la feina feta per ella i per la Msichana Initiative en guanyar un judici important al juliol d'aquell any que havia posat fi a les disposicions legals que permetien el matrimoni infantil al país.
El 2016 també va debatre amb Melinda Gates sobre la participació de les dones joves en l'agricultura a petita escala, els reptes i les possibles solucions. El 8 de març de 2014 ja havia sigut panelista el Dia Internacional de les Dones, sota el lema «Inspiring change», sobre la igualtat de gènere i la importància d'apoderar les dones i les nenes per a l'avenç comunitari.
Gyumi ha participat en diferents campanyes mundials de mobilització de recursos per a iniciatives que treballen en temes de noies. El novembre de 2016 va col·laborar amb l'associació Girls Not Brides per mobilitzar recursos per a iniciatives contra el matrimoni infantil. Forma part del comitè assessor d'UNICEF i del Fons de Població de les Naciones Unides en el programa mundial per acabar amb els matrimonis infantils. A més, participa en diferents campanyes i organitzacions benèfiques socials com a voluntària i ambaixadora, defensant escoles segures i una educació de qualitat per als estudiants tanzans.
Ha escrit una sèrie de publicacions i articles sobre temes de jovent i noies. El 2016, va escriure el pròleg de l'informe global Save the Children sobre els matrimonis infantils, titulat «Every Last Child». Va ser nomenada guanyadora dels Premis dels Objectius Globals de les Nacions Unides del 2016 per la seva tasca en l'avanç dels drets de les noies a Tanzània. També va formar part de la llista de dones africanes de l'any del 2016 segons la revista New African Woman.

## Premis i reconeixements
| Any  | Premis                                                              | Categoria                                   | Resultat   |
| ---- | ------------------------------------------------------------------- | ------------------------------------------- | ---------- |
| 2013 | Premis Juvenils de Tanzània Menors de 30 anys                       | Categoria d'impacte social                  | Nominada   |
| 2016 | Premis dels Objectius Globals de les Nacions Unides                 | Premi al Canvi Social                       | Guanyadora |
| 2017 | Premis Alumni del Programa de Lideratge de Visitants Internacionals | Premi a la innovació i al canvi social      | Guanyadora |
|      | Premis New African Woman                                            | Nova dona d'Àfrica en ascens                | Nominada   |
|      | Premis Malkia Wa Nguvu                                              | Icona inspiradora                           | Guanyadora |
| 2018 | Tanzania Women of Achievement                                       | Premi Young Achiever                        | Guanyadora |
| 2018 | Premis de la Seu de les Nacions Unides a Nova York                  | Premi de Drets Humans de les Nacions Unides | Guanyadora |